# عبدالجبار بن عبدالرحمن
عبدالجبار بن عبدالرحمان ازدی حاکم عباسی خراسان در عهد منصور دوانیقی بود که در سال ۱۴۱ هجری علیه عباسیان شورید.

## گذران قدرت
وی در آغاز صاحب شرطه منصور بود. در سال ۱۴۰ منصور به او حکومت خراسان را واگذار کرد ولی عبدالجبار در حکومت خود بسیاری از مردم را به تهمت طرفداری از شیعیان کشت. او از منصور خواست تا اجازه دهد خانواده‌اش به خراسان روند. پس از رسیدن آن‌ها به خراسان خلاف و نافرمانی آغاز کرد، منصور نامه‌ای به او نوشت و قسم خورد که او را می‌کشد و او در سال ۱۴۱ منصور را از خلافت خلع نمود و عصیان و سرکشی آشکار ساخت.
منصور اسد بن عبدالله خزاعی را حکومت خراسان داد، و دفع عبدالجبار را به او واگذار کرد. اسد در مرو با عبدالجبار روبه‌رو شد و پس از جنگی که درگرفت، عبدالجبار منهزم و دستگیر شد، اسد او را به نزد منصور فرستاد و به امر خلیفه گردنش را زدند و به دار کشیدنش یا به نقلی اول دست و پایش را بریدند سپس سرش را جدا کردند.